# Mustansaaret
Mustansaaret är en ö i Finland. Den ligger i sjön Osmajärvi och i kommunen Leppävirta i den ekonomiska regionen  Varkaus ekonomiska region  och landskapet Norra Savolax, i den södra delen av landet, 290 km nordost om huvudstaden Helsingfors. Öns area är 1,2 hektar och dess största längd är 310 meter i sydöst-nordvästlig riktning.  Notera att namnet antyder att det är fråga om flera öar.